# 马肯罗德
马肯罗德（德語：Mackenrode）是德国图林根州的市镇，隶属于艾希斯费尔德县。总面积为3.8平方千米，截至2023年12月31日总人口为305人。